# Lista de instalações de radiação síncrotron
Esta é uma tabela de síncrotrons e anéis de armazenamento usado como fontes de radiação síncrotron, e laser de elétrons livres.
| Nome | Local | País          | Energia (GeV)   | Circunferência (m) | Comissionado para estudos com radiação síncrotron | Decomissionado |
| --- | --- | ------------- | --------------- | ------------------ | ------------------------------------------------- | -------------- |
| National Synchrotron Light Source (NSLS-II)                                                                                             | Laboratório Nacional de Brookhaven                                                                       | EUA           | 3               | 792                | 2015                                              |                |
| Birmingham synchrotron | Universidade de Birmingham                                                                               | Reino Unido   | 1               | -                  | 1953                                              | 1967           |
| Cosmotron | Laboratório Nacional de Brookhaven                                                                       | EUA           | 3               | 72                 | 1953                                              | 1968           |
| Bevatron | Laboratório Nacional de Lawrence Berkeley, Califórnia                                                    | EUA           | 6               | 114                | 1954                                              | 1993           |
| Synchrophasotron | Instituto Central de Investigações Nucleares, Dubna                                                      | Rússia        | 10              | 180                | 1957                                              | 2005           |
| Nimrod | Rutherford Appleton Laboratory                                                                           | Reino Unido   | 7               | -                  | 1957                                              | 1978           |
| Proton Synchrotron | CERN | Suíça         | 28              | 628.3              | 1959                                              |                |
| Alternating Gradient Synchrotron (AGS)                                                                                                  | Laboratório Nacional de Brookhaven                                                                       | EUA           | 33              | 800                | 1960                                              |                |
| SURF (SYNCHROTRON ULTRAVIOLET RADIATION FACILITY) Synchrotron                                                                           | National Institute of Standards and Technology, Gaithersburg, Maryland                                   | EUA           | 0.18            | -                  | 1961                                              | -              |
| SURF II storage ring, Synchrotron Ultraviolet Radiation Facility                                                                        | National Institute of Standards and Technology, Gaithersburg, Maryland                                   | EUA           | 0.25            | -                  | 1974                                              | -              |
| SURF III Synchrotron Ultraviolet Radiation Facility                                                                                     | National Institute of Standards and Technology, Gaithersburg, Maryland                                   | EUA           | 0.416           | 5.27               | 2000                                              | -              |
| Frascati Synchrotron Radiation Collaboration: Istitut Curie (Paris) & Istituto Superiore di Sanità ISS (Rome)                           | Eletronsíncrotron de 1 GeV (construído em 1958) no National Laboratory Frascati                          | Itália        | 1               | 12                 | 1963                                              | 1970           |
| INS-SOR (Institute for Nuclear Studies-Synchrotron Orbital Radiation)                                                                   | Tóquio                                                                                                   | Japão         | 0.75            | -                  | 1965                                              |                |
| Storage ring of INS-SOR (Institute for Nuclear Studies-Synchrotron Orbital Radiation)                                                   | Tóquio                                                                                                   | Japão         | 0.3             | -                  | 1974                                              |                |
| DESY (Deutsches Elektronen Synchrotron)                                                                                                 | DESY | Alemanha      | 7.4             | -                  | 1967                                              | 1987           |
| DORIS (Doppel-Ring-Speicher) | DESY | Alemanha      | 3.5 (5 in 1978) | 289                | 1974                                              | 1993           |
| DORIS III | DESY | Alemanha      | 5               | 289                | 1993                                              | 2012           |
| PETRA II | DESY | Alemanha      | 12              | 2304               | 1995                                              | 2007           |
| PETRA III | DESY | Alemanha      | 6.0             | 2304               | 2009                                              |                |
| U-70 Synchrotron | Institute for High Energy Physics, Protvino                                                              | Rússia        | 70              | -                  | 1967                                              |                |
| Tantalus at the Synchrotron Radiation Center                                                                                            | Universidade do Wisconsin-Madison                                                                        | EUA           | 0.24            | 9.38               | 1968                                              | 1987           |
| Synchrotron Radiation Center (SRC) | Universidade do Wisconsin-Madison                                                                        | EUA           | 1               | 121                | 1987                                              | 2014           |
| Frascati "Solidi Roma" Synchrotron Radiation Facility, collaboration of Univ. of Rome, ISS, INFN, Univ. of L'Aquila & Univ. of Camerino | Eletronsíncrotron de 1GeV reciclado no Frascati National Laboratories                                    | Itália        | 1               | 12                 | 1972                                              | 1975           |
| Stanford Synchrotron Radiation Lightsource (SSRL)                                                                                       | Anel de armazenamento SPEAR no SLAC National Accelerator Laboratory                                      | EUA           | 3               | 234                | 1973                                              |                |
| ACO (Anneau de Collisions d’Orsay) | Orsay | França        | 0.54            | -                  | 1973                                              | 1988           |
| Cornell High Energy Synchrotron Source (CHESS)                                                                                          | Universidade Cornell                                                                                     | EUA           | 5.5             | 768                | 1979                                              |                |
| PULS (Progetto Utilizzazione Luce di Sincrotrone) of Consiglio Nazionale delle Ricerche (CNR) & INFN                                    | Anel de armazenamento Adone reciclado com wiggler (construído em 1968) no Frascati National Laboratories | Itália        | 1.5             | 33.5               | 1980                                              | 1993           |
| Synchrotron Radiation Source | Daresbury Laboratory                                                                                     | Reino Unido   | 2               | 96                 | 1981                                              | 2008           |
| Anel de armazenamento DCI - LURE (Laboratoire pour l'Utilisation du Rayonnement Electromagnétique)                                      | Orsay | França        | 1               | -                  | 1981                                              | 2006           |
| National Synchrotron Light Source (NSLS)                                                                                                | Laboratório Nacional de Brookhaven                                                                       | EUA           | 2.8             | 170                | 1982                                              | 2014           |
| Photon Factory (PF) at KEK | Tsukuba                                                                                                  | Japão         | 2.5             | 187                | 1982                                              |                |
| Tevatron | Fermilab                                                                                                 | EUA           | 1000            | 6300               | 1983                                              | 2011           |
| ISIS Neutron and Muon Source | Rutherford Appleton Laboratory                                                                           | Reino Unido   | 0.8             | 163                | 1985                                              |                |
| Super ACO-Laboratoire pour l'Utilisation du Rayonnement Electromagnétique (LURE)                                                        | Orsay | França        | 0.8             | -                  | 1987                                              | 2006           |
| Grande Colisor de Elétrons e Pósitrons (LEP)                                                                                            | CERN | Suíça         | 209             | 26659              | 1989                                              | 2000           |
| ASTRID | Aarhus University                                                                                        | Dinamarca     | 0.58            | 40                 | 1991                                              | 2012           |
| ASTRID 2 | Aarhus University                                                                                        | Dinamarca     | 0.58            | 45.7               | 2013                                              |                |
| National Synchrotron Radiation Laboratory (NSRL)                                                                                        | University of Science and Technology China, Hefei                                                        | China         | 0.8             | 66.13              | 1991                                              |                |
| Beijing Synchrotron Radiation Facility (BSRF)                                                                                           | Institute of High Energy Physics, Academia Chinesa de Ciências, Pequim                                   | China         | 2.5             | -                  | 1991                                              |                |
| European Synchrotron Radiation Facility (ESRF)                                                                                          | Grenoble                                                                                                 | França        | 6               | 844                | 1992                                              |                |
| Advanced Light Source (ALS) | Laboratório Nacional de Lawrence Berkeley, Califórnia                                                    | EUA           | 1.9             | 196.8              | 1993                                              |                |
| ELETTRA | Trieste                                                                                                  | Itália        | 2-2.4           | 260                | 1993                                              |                |
| Advanced Photon Source (APS) | Argonne National Laboratory, Illinois                                                                    | EUA           | 7.0             | 1104               | 1995                                              |                |
| Kurchatov Synchrotron Radiation Source (SIBIR-1, SIBIR-2)                                                                               | Instituto Kurchatov, Moscou                                                                              | Rússia        | 2.5             | 124                | 1999                                              |                |
| LNLS | CNPEM em Campinas, São Paulo                                                                             | Brasil        | 1.37            | 93.2               | 1997                                              | 2019           |
| SPring-8 | RIKEN | Japão         | 8               | 1436               | 1997                                              |                |
| MAX-I | MAX-lab                                                                                                  | Suécia        | 0.55            | 30                 | 1986                                              | 2015           |
| MAX-II | MAX-lab                                                                                                  | Suécia        | 1.5             | 90                 | 1997                                              | 2015           |
| MAX-III | MAX-lab                                                                                                  | Suécia        | 0.7             | 36                 | 2008                                              | 2015           |
| MAX IV anel de armazenamento de 1.5 GeV                                                                                                 | MAX IV                                                                                                   | Suécia        | 1.5             | 96                 | 2016                                              |                |
| MAX IV anel de armazenamento de 3 GeV                                                                                                   | MAX IV                                                                                                   | Suécia        | 3               | 528                | 2016                                              |                |
| BESSY II | Helmholtz-Zentrum Berlin em Berlim                                                                       | Alemanha      | 1.7             | 240                | 1998                                              |                |
| Indus 1 | Raja Ramanna Centre for Advanced Technology, Indore                                                      | Índia         | 0.45            | 18.96              | 1999                                              |                |
| DAFNE light | Istituto Nazionale di Fisica Nucleare, Frascati                                                          | Itália        | 0.51            | 32                 | 1999                                              |                |
| ANKA | Instituto de Tecnologia de Karlsruhe                                                                     | Alemanha      | 2.5             | 110.4              | 2000                                              |                |
| Swiss Light Source | Paul Scherrer Institute                                                                                  | Suíça         | 2.4             | 288                | 2001                                              |                |
| Canadian Light Source | Universidade de Saskatchewan                                                                             | Canadá        | 2.9             | 147                | 2004                                              |                |
| Synchrotron Light Research Institute (SLRI)                                                                                             | Nakhon Ratchasima                                                                                        | Tailândia     | 1.2             | 81.4               | 2004                                              |                |
| Indus 2 | Raja Ramanna Centre for Advanced Technology, Indore                                                      | Índia         | 2.5             | 173                | 2005                                              |                |
| Síncrotron Australiano | Melbourne                                                                                                | Austrália     | 3               | 216                | 2006                                              |                |
| SOLEIL | Paris | França        | 3               | 354                | 2006                                              |                |
| Diamond Light Source | Oxfordshire                                                                                              | Reino Unido   | 3               | 561.6              | 2006                                              |                |
| Shanghai Synchrotron Radiation Facility (SSRF)                                                                                          | Xangai                                                                                                   | China         | 3.5             | 432                | 2007                                              |                |
| Taiwan Light Source | National Synchrotron Radiation Research Center, Hsinchu Science Park                                     | Taiwan        | 1.5             | 120                | 1993                                              |                |
| Taiwan Photon Source | National Synchrotron Radiation Research Center, Hsinchu Science Park                                     | Taiwan        | 3               | 518.4              | 2015                                              |                |
| Large Hadron Collider (LHC) | CERN | Suíça         | 7000            | 26659              | 2008                                              |                |
| MLS | Berlim                                                                                                   | Alemanha      | 0.6             | 48                 | 2008                                              |                |
| Beijing Electron–Positron Collider II (BEPC II)                                                                                         | Institute of High Energy Physics, Academia Chinesa de Ciências, Pequim                                   | China         | 3.7             | 240                | 2008                                              |                |
| ALBA | Barcelona Synchrotron Park, Cerdanyola del Vallès próximo à Barcelona                                    | Espanha       | 3               | 270                | 2010                                              |                |
| Sirius | CNPEM em Campinas, São Paulo                                                                             | Brasil        | 3               | 518.2              | Em construção                                     |                |
| Synchrotron-Light for Experimental Science and Applications in the Middle East (SESAME)                                                 | Allaan                                                                                                   | Jordânia      | 2.5             | 133                | 2016                                              |                |
| Iranian Light Source Facility (ILSF) | Gasvim                                                                                                   | Irã           | 3               | 489.6              | Em fase de projeto                                |                |
| Center for Advanced Microstructures and Devices (CAMD)                                                                                  | Universidade do Estado da Luisiana, Luisiana                                                             | EUA           | 1.5             | -                  | -                                                 |                |
| Pohang Light Source II | Pohang University of Science and Technology                                                              | Coreia do Sul | 3.0             | 281.82             | 2011                                              |                |
| CANDLE | Erevan                                                                                                   | Armênia       | -               | -                  | Em fase de proposta                               |                |
| Centre Laser Infrarouge d'Orsay (CLIO)                                                                                                  | Orsay | França        | -               | -                  | -                                                 | 2005           |
| DELTA | Dortmund University of Technology                                                                        | Alemanha      | 1.5             | 115.2              | 1999                                              |                |
| Hiroshima Synchrotron Radiation Center (HSRC)                                                                                           | Universidade de Hiroshima, Hiroshima                                                                     | Japão         | 0.7             | 22                 | 1997                                              |                |
| Institute of Free Electron Laser (iFEL)                                                                                                 | Universidade de Osaka, Osaka                                                                             | Japão         | -               | -                  | -                                                 |                |
| IR FEL Research Center (FEL-SUT) | Tokyo University of Science                                                                              | Japão         | -               | -                  | -                                                 |                |
| Medical Synchrotron Radiation Facility                                                                                                  | National Institute of Radiological Sciences, Inage-ku, Chiba                                             | Japão         | -               | -                  | -                                                 |                |
| Nagoya University Small Synchrotron Radiation Facility (NSSR)                                                                           | Universidade de Nagoya                                                                                   | Japão         | -               | -                  | -                                                 |                |
| Photonics Research Institute | Cidade da Ciência de Tsukuba                                                                             | Japão         | -               | -                  | -                                                 |                |
| Saga Light Source (SAGA-LS) | Tosu, Saga                                                                                               | Japão         | -               | -                  | -                                                 |                |
| Ultraviolet Synchrotron Orbital Radiation Facility (UVSOR)                                                                              | National Institutes of Natural Sciences, Okazaki                                                         | Japão         | -               | -                  | -                                                 |                |
| VSX Light Source | Universidade de Tóquio                                                                                   | Japão         | -               | -                  | -                                                 |                |
| Free Electron Laser for Infrared eXperiments (FELIX), FOM-Institute for Plasma Physics                                                  | Nieuwegein                                                                                               | Países Baixos | -               | -                  | -                                                 |                |
| Dubna Electron Synchrotron (DELSY) | Instituto Central de Investigações Nucleares, Dubna                                                      | Rússia        | -               | -                  | -                                                 |                |
| Siberian Synchrotron Radiation Centre (SSRC)                                                                                            | Budker Institute of Nuclear Physics, Novosibirsk                                                         | Rússia        | -               | -                  | -                                                 |                |
| TNK F.V Lukin Institute | Zelenograd próximo à Moscou                                                                              | Rússia        | -               | -                  | -                                                 |                |
| Singapore Synchrotron Light Source (SSLS)                                                                                               | Universidade Nacional de Singapura                                                                       | Singapura     | 0.7             | 10.8               | 2000                                              |                |
| Solaris | Cracóvia                                                                                                 | Polônia       | 1.5             | 96                 | 2016                                              |                |

## Ainda não tabelados
- UCSB Centro de Terahertz Ciência e Tecnologia (CTST), Universidade da Califórnia, Santa Barbara, Santa Barbara, Califórnia, EUA
- Duque Free Electron Laser de Laboratório (DFELL), da Universidade de Duke, Durham, Carolina do Norte, EUA
- Jefferson Laboratório Free Electron Laser (Jlab), Thomas Jefferson National Accelerator Facility, Newport News, Virginia, EUA
- Stanford Picosecond FEL Center, da Universidade de Stanford, Stanford, Califórnia, EUA
- Linac Coherent Light Source (LCLS), SLAC National Accelerator Laboratory, Menlo Park, Califórnia, EUA
- Síncrotron a Radiação Ultravioleta Facilidade (SURF), National Institute of Standards and Technology, Gaithersburg, Maryland, EUA
- W. M. Keck Vanderbilt Centro de Laser de Eelétrons Livres , Vanderbilt University, Nashville, Tennessee, EUA